# ボルジギン氏
ボルジギン氏（ボルジギン-し、Borjigin）は、モンゴル帝国のカアン（ハーン）の家系となったモンゴル部の中心氏族。モンゴル帝国、元の国姓である。
12世紀頃、アルグン川渓谷流域にいた蒙兀室韋（蒙瓦部）の後身で、モンゴル高原北東部において一大勢力を築いたモンゴル部の有力氏族で、ボドンチャルという人物を始祖とする男系から成る。この氏族は史上初めて全モンゴル部族を支配したとされるカブル・カンを出して以来、モンゴル部のカン（王）を独占した。そして13世紀にモンゴルのチンギス・カンがモンゴル高原の全遊牧部族を統一してモンゴル帝国を興してから後はモンゴル高原で最も高貴な氏族とみなされるに至る。チンギス・カンの男系は現在まで連綿と続いているため、現在のモンゴル国や中華人民共和国においても氏族の名は残っている。

## ボルジギン氏の始祖説話

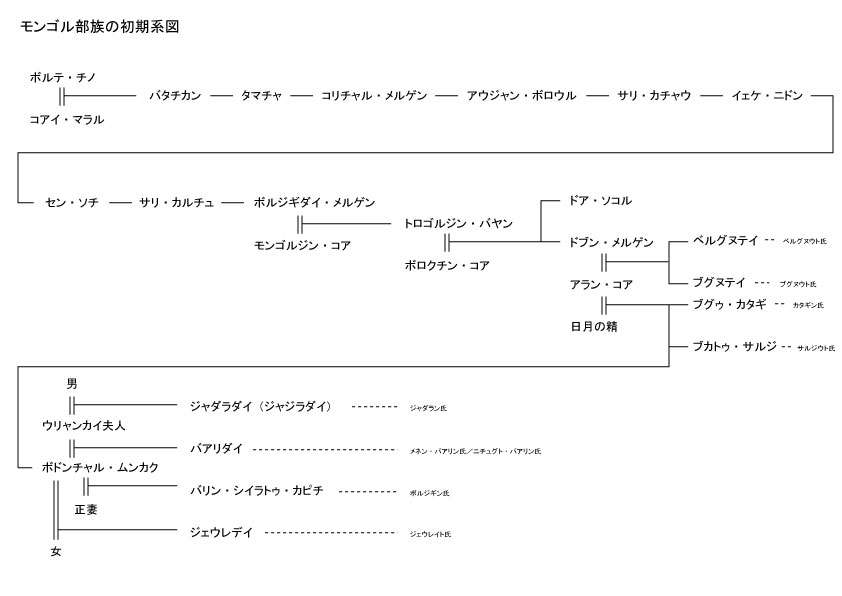
ボルテ・チノからボドンチャルまでの初期モンゴル部族の系図。

ボルジギン氏の始祖説話は、チンギス・カンの一代記である『元朝秘史』の冒頭に掲げられたチンギスの系譜伝承に詳しい。
これによれば、その根源は天の命令を受けて生まれ、大湖（バイカル湖）を渡ってオノン川上流のブルカン岳にやってきた「ボルテ・チノ」（「蒼き狼」の意）とその妻の「コアイ・マラル」（「惨白き牝鹿」の意）であった。そしてボルテ・チノの11世の孫のドブン・メルゲンは早くに亡くなるが、その未亡人のアラン・ゴアは天から届いた光に感じて、夫を持たないまま3人の息子を儲けた。チンギス・カンの所属するボルジギン氏の祖となるボドンチャルはその末子である、という。
この説話は、ボルジギン氏は天の子孫であって、ボルテ・チノを始祖とする他のモンゴル部とはやや出自が異なり、高貴な家柄であることを語ろうとするものと解される。

## ボドンチャルに始まるボルジギン氏
アラン・ゴアから生まれたうち、長男のベルグヌテイの子孫はベルグヌウト氏になり、次男のブグヌテイの子孫はブグヌウト氏になり、三男のブグゥ・カタギの子孫はカタギン氏となり、四男のブカトゥ・サルジの子孫はサルジウト氏となり、五男のボドンチャル・ムンカクの子孫はボルジギン氏となった。
ボドンチャルの孫のメネン・トドンがやや高齢で死去すると、その妻のモヌルン（ノムルン）と7人の子供が残された。一方ジャライル部族が契丹（遼）によって大殺戮を受けており、そのうちの70戸がモヌルンの領土に避難してきた。しかし、あまりにも飢えに悩まされた彼らはモヌルンの牧地において草根を掘り始めた。モヌルンはそれに怒って彼らの何人かを負傷させてしまう。それにジャライル人たちは怒り、モヌルンの子らと戦闘を始め、モヌルンの子の6人を殺害した。まもなくモヌルンも殺され、生き残ったのは乳母が薪の積み場に隠しておいた孫のカイドゥ（長男のギナドルの子）と婿として出ていった七男のナチンだけであった。このことを聞いたナチンは実家へ急ぎ、数人の老婆とカイドゥを保護し、ジャライル族数人を殺害して妻の実家であるバルグ族へと帰還した。
カイドゥが成長すると、バルグ地方の住民は彼を首長に戴いた。そこでカイドゥは家族の復讐を果たすべくジャライル部族へ侵攻し、その部族を支配下におさめた。その後カイドゥはバルグジン・トグム地方を領有し、そこで死去した。

## チンギス・カン以前のキヤト氏

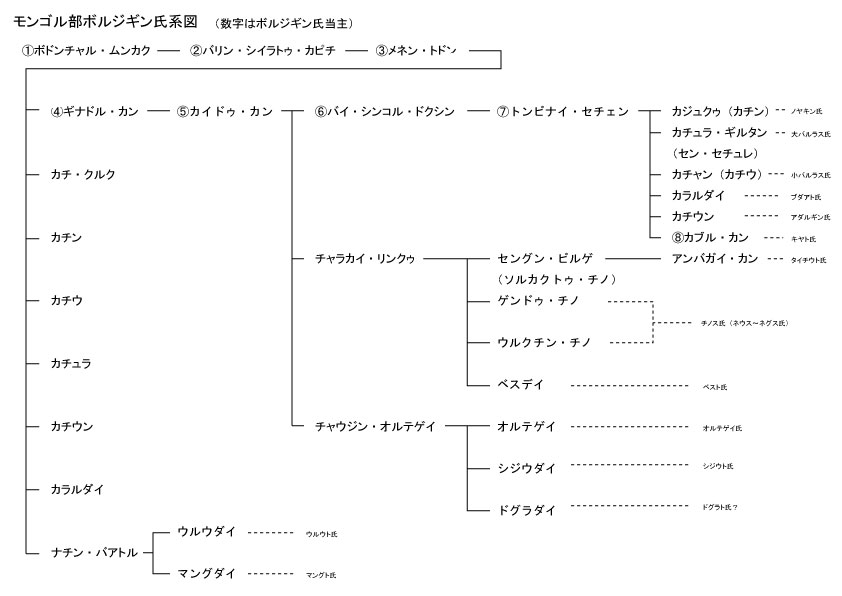
ボドンチャルからカブル・カンまでのボルジギン氏の系図

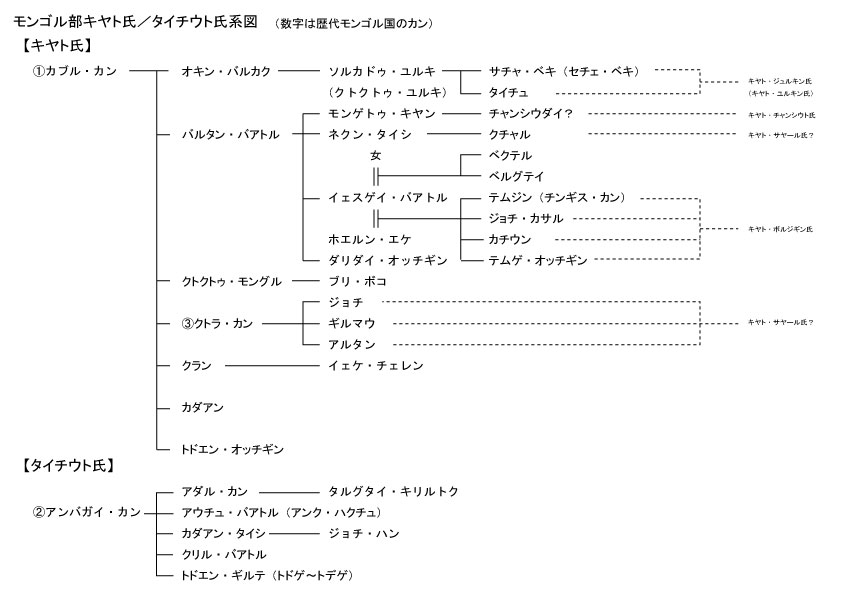
カブル・カンから始まるキヤト氏の系図と、アンバガイ・カンから始まるタイチウト氏の系図

モンゴルの系譜においてカイドゥの曾孫に位置付けられるカブルのとき、ボルジギン氏は全モンゴル部を統一することに成功した。『元朝秘史』によれば、カブル・カンは「すべてのモンゴル人を統べた」といい、モンゴルの歴史上初めてモンゴル部族を統一する王（カン）に即位したとされる。カブル・カンは金朝に入朝し、その酒宴の席で食欲旺盛さをみせたり、酔って皇帝の髭に手を伸ばしたりと無礼をはたらき、金朝の兵に追われることとなったが、カブル・カンはその追ってきた使者を皆殺しにした。
この頃には、モンゴル部族の居住地はオノン川流域からアルグン川流域にかけてのモンゴル高原北東部に広がっていた。中国側の記録によれば、1140年代にカブル・カンと思われる人物（熬羅孛極烈）の率いる朦骨（モンゴル）国が金朝に侵攻し、これを防ぐことのできなかった金朝がやむなく和議を結んだことが記されている。金朝は西平河以北の27城を割譲し、毎年牛・羊・米・荳を与えることを約し、更にカブル・カンを「朦骨（モンゴル）国主」として冊封した。この時に熬羅孛極烈は「祖元皇帝」を自称し、天興と改元したとされる。
カブル・カンの死後、カン位はカブル・カンの又従兄弟にあたるアンバガイに受け継がれた。この2人のカンの後、西方のオノン川上流に遊牧するカブル・カンの子孫がキヤト（単数形キヤン）氏、東方のオノン川下流に遊牧するアンバガイの子孫がタイチウト氏と呼ばれる同族集団を形成し、モンゴル部の中心氏族であるボルジギン氏系の東西の二大集団となった。しかし、先代カブル・カンの起こした不祥事がもとでアンバガイ・カンはタタル部族に捕らえられて金に引き渡され、木馬に生きながら手足を釘で打ち付けられ、全身の皮を剥がされるという凄惨な方法で処刑されてしまう。後を継いだカブル・カンの子のクトラ・カンとその一族はタタルと金を深く恨み、アンバガイ・カンの子のカダアン・タイシと協力してタタルと金に対する復讐戦を繰り返した。この抗争の中で台頭したのがクトラ・カンの兄のバルタン・バアトルの三男のイェスゲイで、彼の長男がチンギス・カン（テムジン）である。イェスゲイは1155年にタタル族長であるテムジン・ウゲとコリ・ブカを殺害し功績を挙げた。
イェスゲイはその後のモンゴル部族をまとめ上げ、キヤト氏族の首長となるが、以前の戦いでタタル族の怨みを買ったため、コンギラトのボスクル氏族に息子のテムジンを送りに行った帰りに毒殺された。イェスゲイの死後、キヤト氏族の指導力が弱まり、タイチウト氏族にその座を奪われ、キヤト氏族の大部分はその傘下となり、テムジンの一家とわずかな供回りだけが取り残された。
テムジンは父の死後衰退した勢力を回復させ、同族のタイチウトを滅ぼしたのみならずタタル、ケレイト、メルキト、ナイマンなどの諸勢力を次々に滅ぼして全モンゴル高原の遊牧諸部族を統一し、チンギス・カンに即位した。彼の出たキヤト・ボルジギン氏はモンゴル帝国のカアン（ハーン、皇帝）家となった。

## モンゴル帝国以降のボルジギン氏

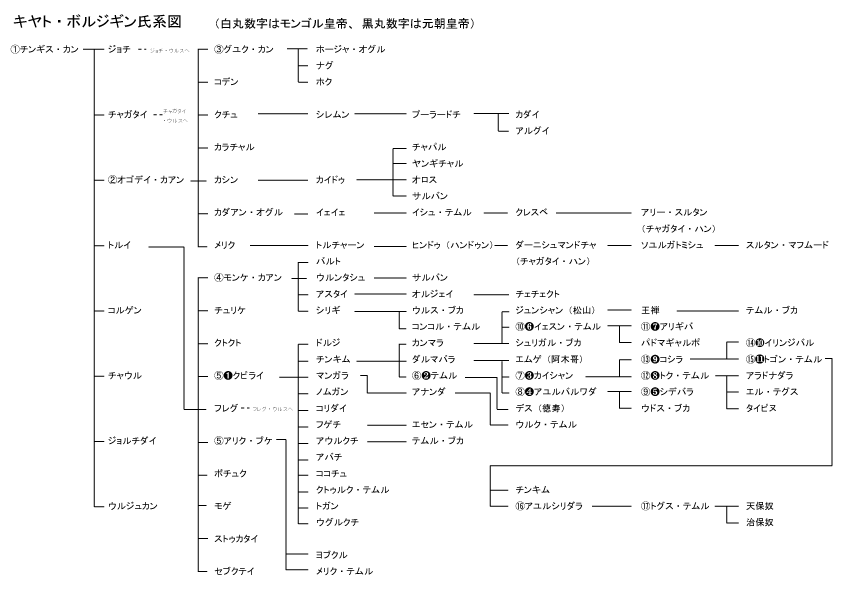
チンギス・カン以降のキヤト・ボルジギン氏系図

モンゴル帝国のもとでは、チンギス・カンとその3人の同母弟のジョチ・カサル、カチウン、テムゲ・オッチギンの子孫は「黄金の氏族（アルタン・ウルク）」と称され、一般の遊牧民や遊牧貴族の上に君臨する君主の血筋とみなされるようになった。そしてチンギス・カン兄弟以外のキヤト氏族の人々と「黄金の氏族」を区別するため、彼らは単に「ボルジギン」を氏族名として称した。ここに、かつてはボドンチャルの子孫全体の氏族名であったボルジギンは、モンゴル帝国のカアン（ハーン、皇帝）家に固有の氏族名として使われ始める。
チンギス・カンの築いたモンゴル帝国は、中国からロシア、中東にまで勢力を拡大し、世界史上空前の大帝国に成長した。このためボルジギン氏の子孫たちは帝国の最高君主であるカアン（ハーン）位を継承した元朝を始め、チャガタイ・ウルス、ジョチ・ウルス、フレグ・ウルス（イルハン朝）など大小さまざまな王国を形成し、その王家として栄えた。
これらの諸政権は14世紀には次第に衰退して解体したり再編されたりしたが、その後もモンゴル帝国の旧支配地では、ボルジギン氏であるチンギス・カンの男系子孫しかカアン（ハーン）になれないという慣習が根強く残った。これをチンギス統原理という。
モンゴル高原では、元が明に追われて高原に退いた後、ボルジギン氏の王家は一時的に衰退したが、16世紀初頭にチンギス・カンの末裔のダヤン・ハーンがモンゴル高原を再統一することによって息を吹き返す。その後のモンゴルではダヤン・ハーンの子孫たちが分家を繰り返しつつ各部族を支配する王侯として定着し、17世紀以降の清の支配のもとでも彼らはその地位を保ち、ボルジギト（博爾済吉特）氏（Borjigit hala）は孝荘文皇后などを通じて皇帝と血の繋がりもできた。
20世紀においても、ボルジギン氏はデムチュクドンロブ（徳王）、ダリジャヤ（達王）など、政治的に重要な役割を果たした人物を輩出している。

## 現代のボルジギン氏
現代のモンゴル国や中華人民共和国のモンゴル人社会でも、かつての氏族とは意味合いを変質させているものの、オボク（氏族）という概念が存在する。
中国式に人名の一要素として姓を名乗る習慣が本来なかったモンゴル人も、特に中国のモンゴル族では、便宜上オボクを姓の代わりに名乗ることがある。こうしたとき、チンギス・カンの血を引くかつてのモンゴル王侯の末裔たちが名乗る姓（オボク）がボルジギンであり、彼らはボルジギン・何某というようにボルジギンを姓のように名乗っている。
また、モンゴル国では、民主化後社会主義時代に封建制の象徴として使われなくなっていたオボク名を復活して登録させる動きが起こったが、ボルジギンをオボクとして申告した人が非常に多かったという。